# Erik Cederquist
Karl Erik Cederquist, född den 12 november 1889 i Stockholm, död där den 28 september 1968, var en svensk företagsledare. Han var son till Justus och Anne-Marie Cederquist samt far till Bengt Cederquist.
Cederquist bedrev kemigrafiska studier i utlandet. Han var disponent vid Cederquists grafiska aktiebolag 1912–1921 och verkställande direktör vid Grohmann & Eichelberg 1921–1951. Cederquist var styrelseledamot i Sveriges litografiska tryckeriägares förbund 1920–1927 och 1931–1934. Han publicerade artiklar i fackpressen.